# Otto Rühle
Otto Rühle, noto anche con lo pseudonimo di Carl Steuermann (Großschirma, 23 ottobre 1874 – Città del Messico, 24 giugno 1943), è stato uno scrittore e politico tedesco.

## Biografia
Unitosi al Partito Socialdemocratico di Germania nel 1896, perse il lavoro di insegnante e dovette guadagnarsi da vivere come scrittore e oratore. Diresse molti giornali del movimento operaio e scrisse opere riguardo alla miseria infantile e alla riforma scolastica.
Dal 1912 al 1916 fu membro del Reichstag. Nella seconda votazione del 20 marzo 1915 fu l'unico insieme a Karl Liebknecht a votare contro i prestiti di guerra. Dopo essersi dimesso a seguito dell'espulsione di Liebknecht dal partito, Rühle venne eletto nel comitato esecutivo del Consiglio dei lavoratori e dei soldati di Dresda e partecipò al rovesciamento dell'Impero prussiano.
Contribuì alla fondazione del Partito Comunista di Germania, ma venne espulso nel 1919 per il suo radicalismo di sinistra, per cui passò brevemente al Partito Comunista Operaio di Germania e pubblicò sulla rivista Die Aktion di Franz Pfemfert.
Sulla scia dei comunisti olandesi Anton Pannekoek e Herman Gorter, Rühle riteneva che il parlamentarismo fosse un tradimento alla rivoluzione. Fu fortemente critico sia nei confronti delle rigide politiche del Partito Socialdemocratico che di quelle di Lenin e dell'Unione Sovietica, prediligendo una "organizzazione unitaria" in cui non vi erano separazione tra partito e sindacato, tra lotta politica e lotta salariale.
Nel 1932 emigrò a Praga, poi nel 1935 si stabilì in Messico, dove strinse legami con Diego Rivera e Lev Trockij. Autore di opere di pedagogia e psicologia, nel 1930 scrisse Illustrierte Kultur- und Sittengeschichte des Proletariats, un'opera considerata pioneristica nel campo della storia sociale.